# ММЗ Д-245

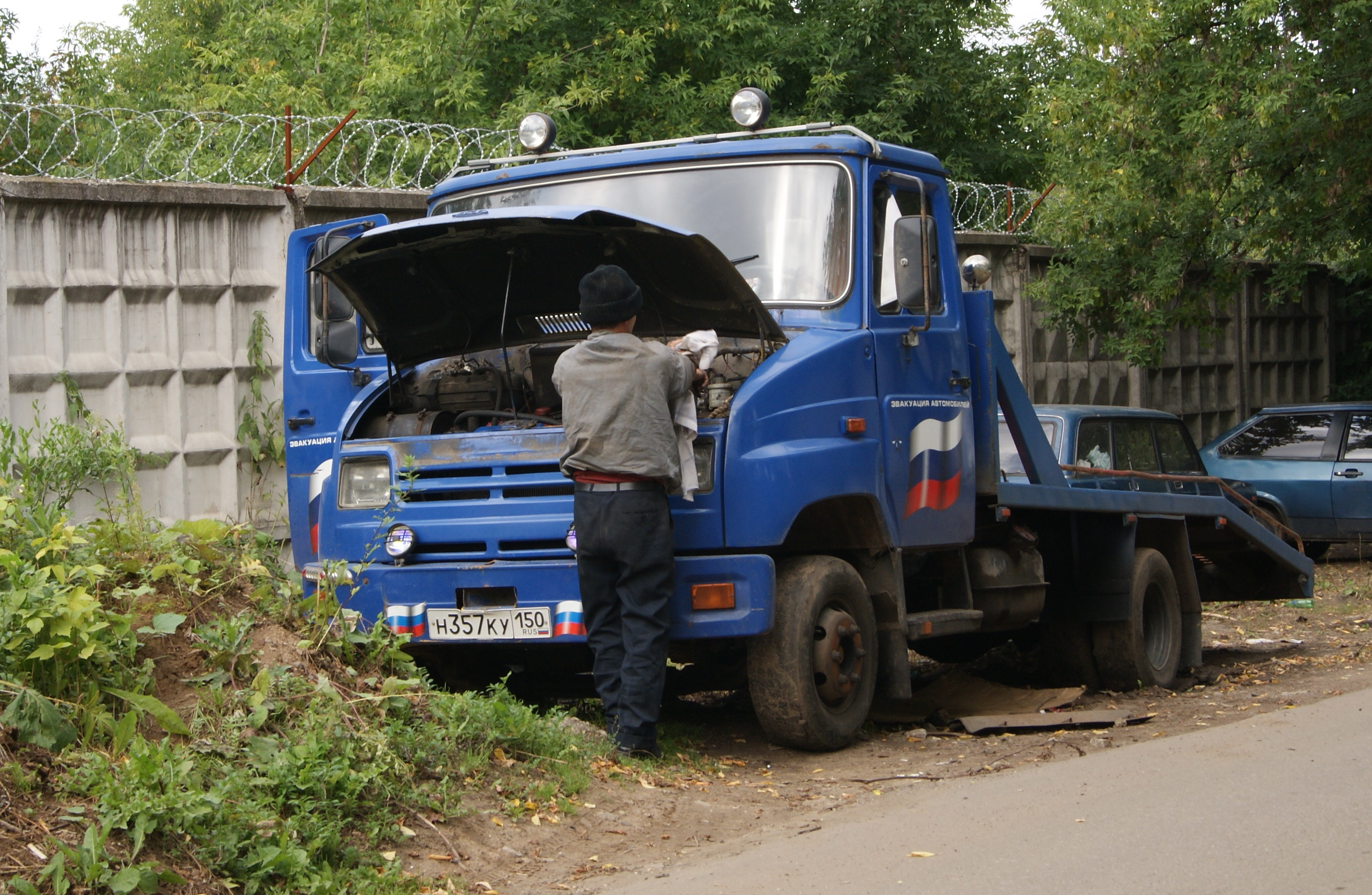
ЗІЛ-5301 з двигуном ММЗ Д.245

ММЗ Д-245 — сімейство рядних чотирьохциліндрових дизельних двигунів для великовантажних автомобілів та автобусів, що випускаються Мінським моторним заводом.

## Опис
У 1984 році почалося виробництво одного з найвідоміших турбованих дизельних двигунів ММЗ Д-245. Цей мотор був розроблений на базі Д-243 і є його турбоверсією. Тут використовується рядний чотирициліндровий чавунний блок циліндрів від Д-243 з мокрими чавунними гільзами, але він отримав масляні форсунки для охолодження поршнів. У блоці встановлено посилений сталевий колінвал з ходом поршня 125 мм, були застосовані посилені сталеві шатуни, нові алюмінієві поршні з іншими кільцями.
Тиск масла на двигунах Д-245 (номінальна частота обертання) — 2.5-3.5 кгс/см2.
Зверху блоку наявна модифікована чавунна головка з іншими сідлами клапанів. Діаметр тарілок клапанів такий: впуск — 48 мм, випуск — 42 мм, діаметр стрижня — 11 мм. Шток встановлений в блоці і обертається від коленвала за допомогою шестерні, він впливає на клапана за допомогою сталевих штовхачів, штанг і коромисел.
Регулювання клапанів на Д-245 виконується за потребою, після кожних 500 годин роботи ви повинні перевірити, в якому стані зазори. Повинно бути так: впускні 0.25 мм, випускні 0.45 мм. Порядок регулювання клапанів 1-3-4-2.
У 1998 році почався випуск моторів Д-245 Євро-1.
У 2001 році роки почався випуск версії, що відповідають стандарту Євро-2.
У 2006 році почався випуск версії Д-245 Євро-3 з уприскуванням Common rail з паливним насосом Bosch CP3.3 і зі своїми форсунками.
У 2012 році в Мінську вирішили встановити на Д-245 систему EGR і фільтр сажі, поставили також нові розпилювачі, збільшили тиск уприскування до 1600 бар, доробили блок циліндрів, збільшили діаметри корінних опор, змінили шатуни, поставили новий колінвал з іншими шатунними і корінними шийками, а також нові поршні і поршневі кільця. Це дозволило двигуну Д-245 Е4 відповідати нормам Євро-4.
В 2014 році, щоб досягти екологічного стандарту Євро-5, на двигун були встановлені нові форсунки, збільшений тиск уприскування до 1800 бар, а на Д-245.35Е5 є система SCR.

## Характеристики
- Тип: рядний, вертикальний;
- Число циліндрів: 4;
- Число клапанів: 8;
- Порядок роботи циліндрів: 1-3-2-4;
- Діаметр циліндра: 105 мм;
- Хід поршня: 120 мм;
- Робочий об'єм: 4.850 см3.

## Модифікації
- ММЗ Д-245.5 (Євро-5), потужність 122.4 к.с. (90 кВт) при 2400 об/хв, 422 Нм при 1500 об/хв;
- ММЗ Д-245.7 (Євро-1), потужність 122.4 к.с. (90 кВт) при 2400 об/хв, 423 Нм при 1300 об/хв;
- ММЗ Д-245.7Е2 (Євро-2), потужність 122.4 к.с. (90 кВт) при 2400 об/хв, 422 Нм при 1500 об/хв;
- ММЗ Д-245.7Е3 (Євро-3), потужність 122.4 к.с. (90 кВт) при 2400 об/хв, 420 Нм при 1400 об/хв;
- ММЗ Д-245.9 (Євро-4), потужність 136 к.с. (100 кВт) при 2400 об/хв, 460 Нм при 1300 об/хв;
- ММЗ Д-245.9Е2 (Євро-2), потужність 136 к.с. (100 кВт) при 2400 об/хв, 446 Нм при 1300 об/хв;
- ММЗ Д-245.11Е2 (Євро-2), потужність 108,8 к.с. (80 кВт) при 2400 об/хв, 355 Нм при 1500 об/хв;
- ММЗ Д-245.12 (Євро-1), потужність 108,8 к.с. (80 кВт) при 2400 об/хв, 350 Нм при 1300—1700 об/хв;
- ММЗ Д-245.12С (Євро-1), потужність 108,8 к.с. (80 кВт) при 2400 об/хв, 353 Нм при 1300—1700 об/хв;
- ММЗ Д-245.30Е2 (Євро-2), потужність 156,4 к.с. (115 кВт) при 2400 об/хв, 526 Нм при 1500 об/хв;
- ММЗ Д-245.30Е3 (Євро-3), потужність 156,4 к.с. (115 кВт) при 2400 об/хв, 575 Нм при 1400—1600 об/хв;
- ММЗ Д-245.35Е4 (Євро-4), потужність 177 к.с. (130 кВт) при 2300 об/хв, 650 Нм при 1200—1600 об/хв.

## Автомобілі та автобуси, на які встановлюють ММЗ Д-245
- ГАЗ-3307
- ГАЗ-3308
- ГАЗ-3309
- ЗІЛ-5301
- МАЗ-4370
- МАЗ-4371
- ЗІЛ-4329
- ПАЗ-3205
- Рута 37
- Рута 43
- Стрий Авто А075
- КИЙ-14102